# Blondie (album)
Pour les articles homonymes, voir Blondie.
Albums de Blondie
Plastic Letters
(1978)
Singles
1. X-Offender
Sortie : 17 juin 1976
2. In the Flesh
Sortie : Octobre 1976
3. Rip Her to Shreds
Sortie : Novembre 1977

Blondie est le premier album studio du groupe américain éponyme Blondie, sorti en décembre 1976. 
Il est produit par Richard Gottehrer, ancien membre des Strangeloves et cofondateur de Sire Records, et édité par  Private Stock Records. Il sera réédité l'année suivante par Chrysalis Records. Les chansons sont pop ou power pop.
Le premier single extrait est X-Offender, au départ intitulé Sex Offender mais les radios refusant de diffuser une chanson avec un titre aussi controversé, le groupe se résout finalement à en changer le titre.
L'album a été certifié disque d'or au Royaume-Uni par la BPI avec plus de 100 000 exemplaires vendus.

## Liste des titres
| 1. | X-Offender               | Deborah Harry, Gary Valentine | 3:14 |
| 2. | Little Girl Lies         | Harry                         | 2:07 |
| 3. | In the Flesh             | Harry, Chris Stein            | 2:33 |
| 4. | Look Good in Blue        | Jimmy Destri                  | 2:55 |
| 5. | In the Sun               | Stein                         | 2:39 |
| 6. | A Shark in Jets Clothing | Destri                        | 3:39 |

| 1. | Man Overboard                | Harry, Stein             | 3:22 |
| 2. | Rip Her to Shreds            | Harry, Stein             | 3:22 |
| 3. | Rifle Range                  | Stein, Ronnie Toast      | 3:41 |
| 4. | Kung Fu Girls                | Harry, Valentine, Destri | 2:33 |
| 5. | The Attack of the Giant Ants | Stein                    | 3:34 |

| 12. | Out in the Streets (Original Instant Records demo) | Jeff Barry, Ellie Greenwich | 2:20 |
| 13. | The Thin Line (Original Instant Records demo)      | Harry, Stein                | 2:16 |
| 14. | Platinum Blonde (Original Instant Records demo)    | Harry                       | 2:12 |
| 15. | X Offender (Original Private Stock single version) | Harry, Valentine            | 3:13 |
| 16. | In the Sun (Original Private Stock single version) | Stein                       | 2:38 |